# Закон України «Про правовий режим воєнного стану»
Закон України «Про правовий режим воєнного стану» — Закон України, який визначає зміст правового режиму воєнного стану, порядок його введення та скасування, правові засади діяльності органів державної влади, військового командування, військових адміністрацій, органів місцевого самоврядування, підприємств, установ та організацій в умовах воєнного стану, гарантії прав і свобод людини і громадянина та прав і законних інтересів юридичних осіб.

## Ухвалення
Попередній закон «Про правовий режим воєнного стану» (від 06.04.2000 № 1647-III) було ухвалено у 2000 році за Президента Леоніда Кучми. Зміни у нього вносились у 2003, 2008, 2010, 2012 та 2014 роках.
У 2015 році Петро Порошенко вніс до парламенту законопроєкт № 2541. Його було прийнято Верховною Радою України 12 травня і повернуто з підписом Президента України 8 червня.
28 травня 2015 року у програмі «Рік Порошенка» Президент повідомив, що указ про введення воєнного стану в Україні буде підписаний, якщо буде порушено перемир'я і відбудеться наступ на позиції Збройних сил України.

## Визначення
Воєнний стан — це особливий правовий режим, що вводиться в Україні або в окремих її місцевостях у разі збройної агресії чи загрози нападу, небезпеки державній незалежності України, її територіальній цілісності та передбачає надання відповідним органам державної влади, військовому командуванню, військовим адміністраціям та органам місцевого самоврядування повноважень, необхідних для відвернення загрози, відсічі збройної агресії та забезпечення національної безпеки, усунення загрози небезпеки державній незалежності України, її територіальній цілісності, а також тимчасове, зумовлене загрозою, обмеження конституційних прав і свобод людини і громадянина та прав і законних інтересів юридичних осіб із зазначенням строку дії цих обмежень.

## Порядок введення воєнного стану
1. Пропозиції щодо введення воєнного стану в Україні або в окремих її місцевостях на розгляд Президентові України подає Рада національної безпеки і оборони України.
2. У разі ухвалення рішення щодо необхідності введення воєнного стану в Україні або в окремих її місцевостях Президент України видає указ про введення воєнного стану в Україні або в окремих її місцевостях і негайно звертається до Верховної Ради України щодо його затвердження та подає одночасно відповідний проєкт закону.
3. Указ Президента України про введення воєнного стану в Україні або в окремих її місцевостях, затверджений Верховною Радою України, підлягає негайному оголошенню через засоби масової інформації або оприлюдненню в інший спосіб.
4. У разі оголошення указу Президента України про введення воєнного стану в Україні або в окремих її місцевостях Верховна Рада України збирається на засідання у дводенний строк без скликання та розглядає питання щодо затвердження указу Президента України про введення воєнного стану в Україні або в окремих її місцевостях у порядку, встановленому Конституцією України та Регламентом Верховної Ради України.
5. У разі оголошення указу Президента України про введення воєнного стану в Україні або в окремих її місцевостях керівники органів державної влади та органів місцевого самоврядування, підприємств, установ та організацій усіх форм власності зобов'язані сприяти негайному прибуттю народних депутатів України на засідання Верховної Ради України та здійсненню їхніх повноважень.
6. Указ Президента України про введення воєнного стану в Україні або в окремих її місцевостях, затверджений Верховною Радою України, офіційно оприлюднюється разом із законом щодо затвердження такого указу Президента України та набирає чинності одночасно з набранням чинності таким законом.

## Скасування
1. Воєнний стан на всій території України або в окремих її місцевостях припиняється після закінчення строку, на який його було введено.
2. До закінчення строку, на який було введено воєнний стан, та за умови усунення загрози нападу чи небезпеки державній незалежності України, її територіальній цілісності Президент України може ухвалити указ про скасування воєнного стану на всій території України або в окремих її місцевостях, про що має бути негайно оголошено через засоби масової інформації.

## Виконання

### 2018 рік
На виконання даного закону Кабінет Міністрів України затвердив типовий план запровадження та забезпечення заходів правового режиму воєнного стану в Україні або в окремих її місцевостях. У відповідь на тривалі воєнні дії у центральних органах виконавчої влади створені відповідні підрозділи. У Мінсоцполітики функціонує відділ соціальної адаптації учасників АТО та військовослужбовців, звільнених у запас або у відставку, у Міністерстві охорони здоров'я України — відділ координації та забезпечення медичної допомоги під час антитерористичних операцій, надзвичайного і воєнного стану.
Ввечері 25 листопада 2018 року, після агресії прикордонних кораблів РФ у Керченській протоці проти кораблів ВМСУ, було скликане екстрене засідання РНБО, на якому ухвалено рішення запропонувати Президенту Порошенку ввести воєнний стан на 60 діб.
О 17:30 Президент заявив, що буде просити Верховну Раду запровадити воєнний стан з 9 год 00 хв 28 листопада 2018 року на всій території України терміном на 30 днів. Він пояснив, що таким чином воєнний стан не накладатиметься на початок виборчої кампанії.
26 листопада 2018 року Верховна Рада ухвалила Рішення щодо запровадження в 10 областях України воєнного стану. О 21:33 депутати затвердили Указ Президента 276 голосами. Області, в яких запроваджено воєнний стан — це прикордонні області з РФ, невизнаним Придністров'ям, а також ті, що мають вихід до Чорного та Азовського морів — Вінницька, Донецька, Луганська, Миколаївська, Одеська, Сумська, Харківська, Чернігівська, Херсонська, Запорізька області, внутрішні води керченської акваторії Азовського моря.

### 2022 рік
Вночі 24 лютого 2022 року, після звернення очільника РФ до своїх громадян, Росія розпочала повномасштабний наступ на Україну. Російські регулярні війська атакували кордони в областях, які межують з РФ, Білоруссю та в околицях терористичних угрупувань Придністров'я та так званих «ДНР» і «ЛНР». У відповідь в Україні запровадили воєнний стан з 05:30 години 24 лютого 2022 року по всій підконтрольній Україні території. Володимир Зеленський на підставі пропозиції Ради національної безпеки і оборони України, відповідно до пункту 20 частини першої статті 106 Конституції України, Закону України «Про правовий режим воєнного стану», постановив запровадити в Україні воєнний стан строком на 30 діб. Указ Президента № 64/2022 «Про введення воєнного стану в Україні» підтримало 300 народних депутатів.
14 березня Указом Президента України воєнний стан було продовжено з 05 години 30 хвилин 26 березня 2022 року строком на 30 діб. Наступного дня Указ схвалила Верховна Рада.
18 квітня Указом Президента України строк дії воєнного стану в Україні знову було подовжено, а саме з 05 години 30 хвилин 25 квітня 2022 року строком на 30 діб.  21 квітня відповідний Закон ухвалила Верховна Рада.
17 травня Указ Президента України подовжив воєнний стан вже строком на 90 діб з 05 години 30 хвилин 25 травня 2022.  Законом Указ Верховна Рада затвердила 22 травня. 
12 серпня Указом Президента строк дії воєнного стану було подовжено з 05 години 30 хвилин 23 серпня 2022 року строком на 90 діб.  Указ затверджено Законом 15 серпня. 
7 листопада 2022 Указом Президента строк дії воєнного стану було подовжено з 05 години 30 хвилин 21 листопада 2022 року строком на 90 діб. Указ затверджено Законом 16 листопада.
6 лютого 2023 Указом Президента строк дії воєнного стану було подовжено з 05 години 30 хвилин 19 лютого 2023 року строком на 90 діб. Указ затверджено Законом 7 лютого.
1 травня 2023 Указом Президента строк дії воєнного стану було подовжено з 05 години 30 хвилин 20 травня 2023 року строком на 90 діб. Указ затверджено Законом 2 травня.